# Venha-Ver
Venha-Ver is een gemeente in de Braziliaanse deelstaat Rio Grande do Norte. De gemeente telt 3.612 inwoners (schatting 2009).